# Тонга на літніх Олімпійських іграх 2012
Тонга на літніх Олімпійських іграх 2012 була представлена трьома спортсменами у двох видах спорту.

## Результати змагань

### Легка атлетика
Спортсменів — 2
Чоловіки
| Дисципліна | Спортсмен       | Попередній раунд | Попередній раунд | Чвертьфінали    | Чвертьфінали    | Півфінали       | Півфінали       | Фінал           | Фінал           |
| Дисципліна | Спортсмен       | Результат        | Місце            | Результат       | Місце           | Результат       | Місце           | Результат       | Місце           |
| ---------- | --------------- | ---------------- | ---------------- | --------------- | --------------- | --------------- | --------------- | --------------- | --------------- |
| 100 м      | Джозеф Енді Луї | 11,17            | 4                | Закінчив виступ | Закінчив виступ | Закінчив виступ | Закінчив виступ | Закінчив виступ | Закінчив виступ |

Жінки
| Дисципліна     | Спортсмен  | Попередній раунд | Попередній раунд | Фінал            | Фінал            |
| Дисципліна     | Спортсмен  | Результат        | Місце            | Результат        | Місце            |
| -------------- | ---------- | ---------------- | ---------------- | ---------------- | ---------------- |
| штовхання ядра | Ана Пухіла | 15,80            | 30               | Закінчила виступ | Закінчила виступ |

### Плавання
Спортсменів — 1
У наступний раунд на кожній дистанції проходять найкращі спортсмени за часом, незалежно від місця зайнятого у своєму запливі.
Чоловіки
| Змагання   | Спортсмен   | Попередні запливи | Попередні запливи | Півфінали       | Півфінали       | Фінал           | Фінал           |
| Змагання   | Спортсмен   | Результат         | Місце             | Результат       | Місце           | Результат       | Місце           |
| ---------- | ----------- | ----------------- | ----------------- | --------------- | --------------- | --------------- | --------------- |
| 100 м брас | Аміні Фонуа | 1:03.65           | 41                | Завершив виступ | Завершив виступ | Завершив виступ | Завершив виступ |